# Richards-Gleichung
Die Richards-Gleichung, nach Lorenzo A. Richards (1904–1993), beschreibt die Sickerströmung eines Fluids (z. B. Wasser oder Öl) in einem porösen Medium (z. B. dem Erdboden).
Das Fluid kann sich in einem ungesättigten Zustand befinden, d. h. neben dem Fluid kann auch Luft in den Poren des Mediums vorliegen. Hierbei wird von einer vereinfachten Sicht auf die Porenstruktur des Mediums ausgegangen: das Medium wird reduziert auf den Anteil Porenvolumen zu Feststoff sowie die hydraulische Leitfähigkeit des porösen Mediums. In diesem Sinne befinden sich in einem Raumpunkt sowohl Fluid, Luft als auch Medium gleichzeitig (dies wird auch repräsentatives Elementvolumen genannt). Es findet somit ein lokales Mittelungsverfahren statt. Der Anteil des Fluids am Porenvolumen eines Raumpunktes wird als Sättigung bezeichnet. 
Die Richards-Gleichung kann durch Kombination der Kontinuitätsgleichung und des Darcy-Gesetzes hergeleitet werden. Die Kontinuitätsgleichung beschreibt den Massenerhalt des Fluids, das Darcy-Gesetz bildet die Grundlage für das Strömungsverhalten des Fluids im porösen Medium. 
Die Richards-Gleichung ist eine partielle Differentialgleichung 2. Ordnung parabolischen Typs:
{\displaystyle {\frac {\partial }{\partial t}}S(p)-\nabla \cdot K(p)\,\nabla p=0}
mit
- der (partiellen) Zeitableitung {\displaystyle {\frac {\partial }{\partial t}}}
- der Sättigung {\displaystyle S} der Phase
- dem Druck {\displaystyle p}
- der hydraulischen Leitfähigkeit {\displaystyle K} des Mediums
- dem Nabla-Operator {\displaystyle \nabla }.

Die Leitfähigkeit des Mediums wird experimentell bestimmt und hängt von der Sättigung des Fluids ab: {\displaystyle K(S)}. Da diese sich wiederum durch den Druck des Fluids bestimmen lässt ({\displaystyle S(p)}), hängt auch die Leitfähigkeit vom Fluiddruck ab: {\displaystyle K(p)}. Der Druck entsteht durch Kapillarkräfte.
Die Richards-Gleichung lässt sich mit Hilfe der Finite-Elemente-Methode numerisch lösen.